# Ruta CH-160

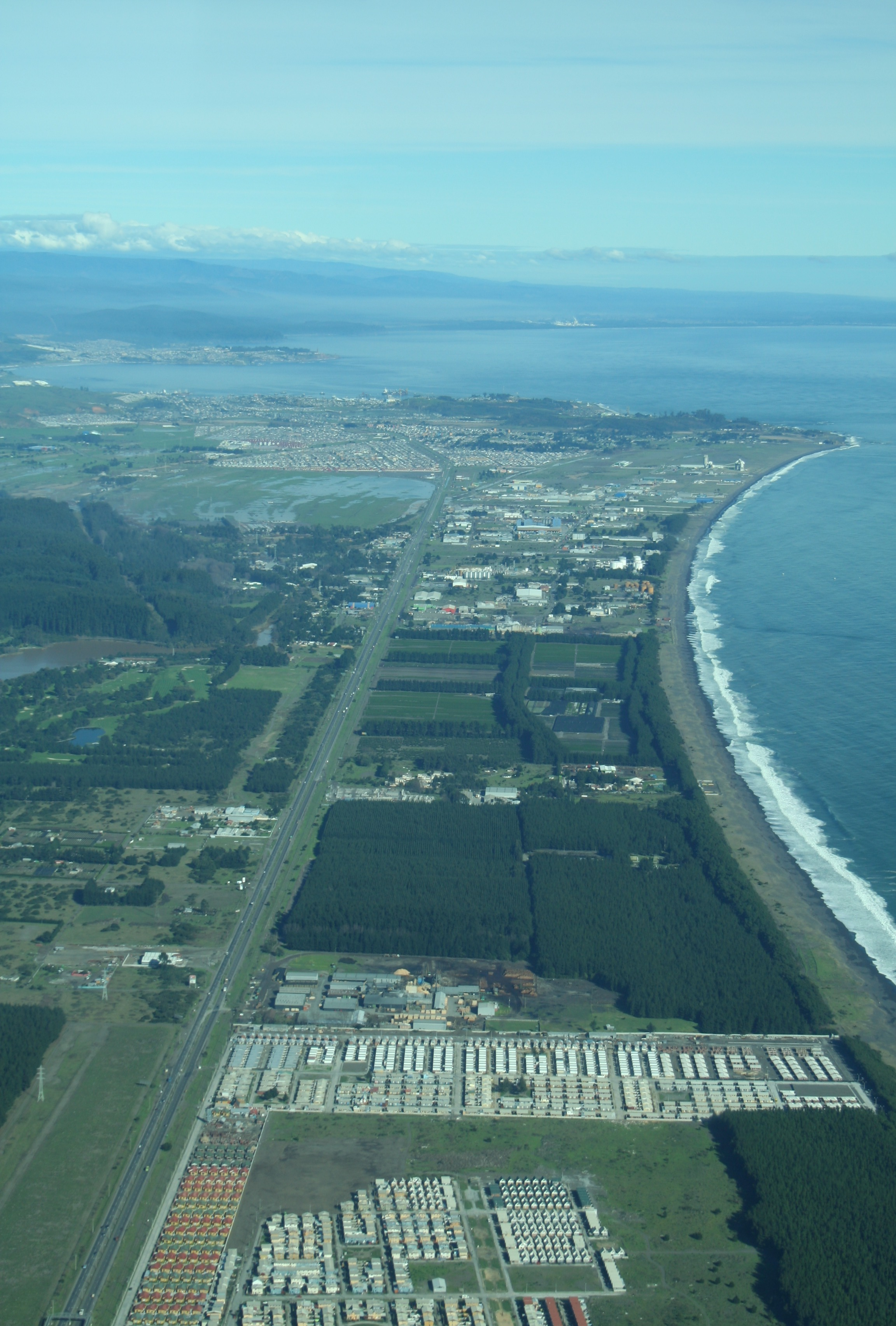
Vista aérea de la Autorruta Concepción-Lota, en el tramo que conecta las comunas de San Pedro de la Paz y Coronel.

La Ruta 160 es una carretera chilena que abarca la región del Biobío en la zona centro-sur de Chile. La ruta se inicia en Concepción y finaliza en Lebu. Desde la capital regional hasta Lota corresponde a la Autovía Concepción-Lota. Gran parte de su trazado comprende el proyecto turístico Ruta Costera.
El 19 de febrero de 2009, el Ministerio de Obras Públicas declaró esta ruta como camino nacional entre Concepción, Tres Pinos y Lebu, asignándole el rol 160.

## Autopista Costa Arauco
Considera una doble calzada para el tramo Acceso Norte a Coronel hasta la localidad de Tres Pinos en la comuna de Los Álamos, con un trazado de aproximadamente 88 kilómetros. También se consideran bypass en las localidades de Lota, Laraquete, Carampangue y Villa Los Ríos, además de enlaces a desnivel y mayor infraestructura en cuanto a la seguridad.
De igual modo, el proyecto contempla la conservación y mantención de las obras existentes y nuevas durante todo el período de concesión.
Tras el terremoto de 2010 la fecha de entrega se postergó de 2013 a 2015.

## Sectores de la ruta
- Calle Esmeralda 0.5 km de calzada simple urbana.
- Puente Viejo 1.4 km de calzada simple, actualmente no existe.
- Calle Pedro Aguirre Cerda 1.5 km de calzada simple urbana.
- Av. Pedro Aguirre Cerda 2.5 km de doble calzada más corredor de transporte público
- Camino a Coronel 14.5 km de doble calzada semiurbana.
- Tramo 1 de concesión Ruta 160 49  km de autovía doble calzada.
- Tramo 2 de concesión Ruta 160 40 km de autovía doble calzada.
- Cerro Alto 2 km de doble calzada urbana.
- Cerro Alto-Lebu 30 km de calzada simple.

## Enlaces
- Calle Víctor Lamas, Concepción.
- kilómetro 0.5 Avenida Costanera
- kilómetro 2 Camino de la Madera
- kilómetro 3.3 Puente Llacolén-Av. Michimalonco
- kilómetro 4.3 Enlace San Pedro (puente Juan Pablo II).
- kilómetros 2-14 Más de 10 enlaces semaforizados en San Pedro de la Paz.
- kilómetro 20 Villa la Posada.
- kilómetro 22 Coronel Norte.
- kilómetro 23 Lagunillas.
- kilómetro 26 Calabozo.
- kilómetro 29 Patagual-Hospital.
- kilómetro 31 Coronel Sur.
- kilómetro 34 Bypass Lota Norte.
- kilómetro 38 Lota Sur.
- kilómetro 41 Colcura
- kilómetro 44 Chivilingo 1
- kilómetro 46 Chivilingo 2
- kilómetro 48 Laraquete Norte
- kilómetro 51 Laraquete Sur
- kilómetro 54 El Pinar
- kilómetro 58 Celulosa Arauco.
- kilómetro 61 Carampangue.
- kilómetro 67 Ramadillas.
- kilómetro 77 Colico.
- Brigada Forestal
- Curanilahue
- Atravieso Villa Alegre
- kilómetro 89 Foraction
- kilómetro 96 Pichiarauco
- kilómetro 122 Cerro Alto. Bifurcación Ruta P-60-R.
- kilómetro 126 Comuna de Los Álamos.
- kilómetro 133 Pehuén y Acceso a Rucaraquil.
- kilómetro 151 Comuna de Lebu.